# Llista d'ocells de Kiribati
Aquesta llista d'ocells de Kiribati inclou totes les espècies d'ocells trobats a Kiribati: 74, de les quals 11 es troben globalment amenaçades d'extinció i 1 hi fou introduïda.
Els ocells s'ordenen per famílies i espècies:

## Procellariidae
- Pterodroma rostrata
- Pterodroma alba
- Pterodroma inexpectata
- Pterodroma sandwichensis
- Pterodroma externa
- Pterodroma cervicalis
- Pterodroma cookii
- Pterodroma leucoptera
- Pterodroma hypoleuca
- Pterodroma nigripennis
- Pterodroma longirostris
- Bulweria bulwerii
- Puffinus creatopus
- Puffinus pacificus
- Puffinus griseus
- Puffinus tenuirostris
- Puffinus nativitatis
- Puffinus lherminieri

## Hydrobatidae
- Oceanites oceanicus
- Pelagodroma marina
- Nesofregetta fuliginosa
- Oceanodroma castro
- Oceanodroma leucorhoa

## Phaethontidae
- Phaethon rubricauda
- Phaethon lepturus

## Sulidae
- Sula dactylatra
- Sula sula
- Sula leucogaster

## Fregatidae
- Fregata minor
- Fregata ariel

## Ardeidae
- Egretta sacra

## Anatidae
- Branta canadensis
- Anas penelope
- Anas strepera
- Anas crecca
- Anas platyrhynchos
- Anas acuta
- Anas clypeata

## Charadriidae
- Pluvialis fulva
- Pluvialis squatarola

## Scolopacidae
- Limosa limosa
- Limosa lapponica
- Numenius phaeopus
- Numenius tahitiensis
- Actitis hypoleucos
- Heterosceles brevipes
- Heterosceles incanus
- Arenaria interpres
- Calidris alba
- Calidris melanotos
- Calidris acuminata
- Phalaropus fulicarius

## Stercorariidae
- Stercorarius maccormicki
- Stercorarius pomarinus
- Stercorarius longicaudus

## Laridae
- Larus delawarensis
- Larus atricilla
- Larus pipixcan

## Sternidae
- Sterna bergii
- Sterna sumatrana
- Sterna albifrons
- Sterna lunata
- Sterna fuscata
- Anous minutus
- Anous stolidus
- Procelsterna cerulea
- Gygis alba

## Columbidae
- Columba livia
- Gallicolumba stairi
- Ducula pacifica
- Ducula oceanica

## Psittacidae
- Vini kuhlii

## Cuculidae
- Eudynamys taitensis

## Sylviidae
- Acrocephalus aequinoctialis[1]